# A Escola
A Escola este o piesă de Miguel M. Abrahão publicată în 1983 în Brazilia și republicată sub formă de roman[2]în 2007. Romanul a fost relansat în 2011 cu subtitlul onde está um, estão todos. .
În anii 1930, în timpul dictaturii lui Getúlio Vargas, profesorul Bolívar Bueno, implicat în idei periculoase pentru epocă, exercită o mare influență asupra elevilor școlii tradiționale Wolfgang Schubert. Puterea și fascinația sa sunt fundamentale și vor determina evenimente tragice din viața băieților.
În 2005, textul teatral a fost adaptat de autorul său la formatul romanului. În acest nou format, Miguel M. Abrahão detaliază istoria Braziliei , începând cu Revoluția paulistă din 1932 și adâncind în fapte precum disputele dintre fasciști și comuniști.

## Referenties
1. ↑   Arhivat în 16 noiembrie 2021, la Wayback Machine.Jornal DR1
2. ↑   Literatura Brasileira
3. ↑  Google books
4. ↑  - Library of Congress
5. ↑  „- Brigham Young University”. Arhivat din original la 9 octombrie 2016. Accesat în 17 aprilie 2023.
6. ↑  - MENDONÇA, Débora - Literatura Avaliada